# Шудря Микола Архипович
Микóла Архипович Шýдря (псевдоніми — Архипенко, Полтавець, Полтавченко; (5 січня 1935, Веселий Поділ, (хут. Іванівка) Семенівський район, Полтавська область — 27 березня 2012, Київ) — український письменник, кінодраматург, журналіст, перекладач. Лауреат Державної премії України імені Т. Г. Шевченка (1991), Заслужений діяч мистецтв України (2006).

## Біографія
Навчався в Веселоподільській семирічній  школі Семенівського району (нині — Кременчуцький район) Полтавської області, де і почав писати свої перші вірші, нариси, фейлетони які друкував у шкільній стінній газеті «Зміна», редактором якої він був. Надсилав свої вірші до місцевої та республіканської газет.
По закінченню семирічки відвідує Семенівську середню школу, де його обрали секретарем комсомольської організації, а згодом «худорлявого, бідового й безвідмовного, хутко „висунули“ в члени бюро райкому та обкому комсомолу».
Захоплюється математичними науками, він стає учасником Міжнародної математичної олімпіаді в Празі, де посідає перше місце.
1953 році здобув середню освіту в селищі Семенівці на Полтавщині.
Постійно друкувався зі студентських років. Улюблені жанри — нарис, репортаж, есей-розвідка, документальна повість.
Шкільний «вождь» усе зробив, щоб найкращий учень школи не став золотим медалістом, що й відгукнулося під час вступу до університету. Коли Миколі повідомили, що він зарахований студентом за конкурсом, юнак пішов до музею Тараса Шевченка, що поруч з університетом, і залишив у Книзі відвідувачів такий запис: «Тарасе Григоровичу, клянусь Тобі, що, як і Ти, присвячу своє слово боротьбі з несправедливістю».
У 1953—1958 роках — навчався на факультеті журналістики Київського державного університету імені Тараса Шевченка, там же навчався в аспірантурі]]
Любив читати, особливим місцем для нього була бібліотека. Саме тут він познайомився з майбутньою своєю дружиною Катериною Колесниковою. Після закінчення університету Микола з Катериною побралися у них народилася донечка, яку назвали Наталкою.
Про себе письменник писав так:
|  | Я — Шудря: той, хто доглядав лан, сіяв пшеницю, молотив для людства хліб. Мій рід, од часів Трояню й до сьогодення, справді не має переводу; він — невмирущий, бо мудрий і працьовитий. Я — це Полтавщина, Трипілля, Кубань, Причорномор'є, Месопотамія, Індія… Це все — історична пра Україна, від краю до краю: з Карпатського нагір'я до Підкавказьких станиць, од Білої Русі до Чорноморських узбереж… Скрізь, де на Багат-вечір готують кутю — ритуальну кашу із пшеничних зерен |

З 1956 року працював у редакціях газет: «За радянські кадри» (університетська багатотиражка), «Колгоспне село», «Київський комсомолець».
У 1957—1960 роках працював завідувачем газети «Київський комсомолець»; у 1960—1961 роках — старшим редактором Київського обласного книжного-газетного видавництва; у 1961—1962 роках — позаштатним кореспондентом газети «Радянська Україна».
У 1961 році визнано кращим публіцистом у журналі «Україна». 
У 1963—1965 роках працює в Київському державному університеті імені Тараса Григоровича Шевченка. Одночасно М. Шудря викладав історію книги і сценарну майстерність у Київському інституті культури (1969—1976 роки).
1965—1966 роки — старший редактор журналу «Народна творчість та етнографія».
1967—1970 роки — літпрацівник, кореспондент, завідувач відділу критики газети «Літературна Україна».
1972—1973 роки — у Київському відділенні Українського поліграфічного інституті імені Івана Федорова у Львові.
1970—1974 роки — старший викладач і доцент Київського інституту культури (нинішній Київський національний університет культури і мистецтв).
1976—1978 роки — позаштатний кореспондент, редактор відділів журналу «Україна».
Редактор щомісячника «Трибуна лектора» у 1978—1979 роках.
Займав посаду старшого редактора Головного управління газет і газетних поліграфічних підприємств Комітету у справах преси при Раді міністрів УРСР.
1980—1991 роки — ректор відділу англомовного додатку «Юкрейн» та редактор і завідувач відділу журналу «Україна».
У 1980-х роках письменник захопився журналістськими розвідками, відкривши окремий розділ в журналі «Україна», де друкувалися рукописи письменників-класиків, літературно-мистецькі знахідки, «заборонені історії із суспільного життя», А. Косенко підкреслює, що «незважаючи на цензуру йому вдалося надрукувати задовго до реабілітації спогади Н. Махна, листи до дружини М. Леонтовича, щоденник Ю. Яновського, Л. Курбаса, нотатки Ю. Тютюнника, багато матеріалів про О. Довженка. За його сприяння побачили світ заховані в архівах і приватних бібліотеках твори М. Зерова, Г. Косинки, Л. Курбаса, І. Кавалерідзе.
Шудря завжди мав активну громадську позицію, тож на вибух на Чорнобильській АЕС відгукнувся одним із перших. 3—12 травня 1986 року він працював у чорнобильській зоні, і журнал «Україна» публікував його репортажі — правдиві свідчення очевидця-ліквідатора. За ці публікації одержав премію Спілки журналістів України «Золоте перо».
З 1991 року став головним редактором журналу «Зоряний ключ», який не побачив світ та журналу «Сільські обрії». 1992—1995 роки — оглядач відділу політики газети «Наш час». У 1994—1995 роках редактор часопису «Скарб». Через важку недугу, у 1995 році йде з посади редактора.
Про його подвижницьку працю на ниві української духовності образно сказав у газеті «День» Народний художник України, всесвітньо знаний майстер мікромініатюрних творів Микола Сядристий:
|  | Кожна людина має хоч раз у своєму житті зробити «мертву петлю» над страхом чи безсиллям, долаючи себе та труднощі. Микола Шудря робив такі «петлі» не раз над історією, літературою, публіцистикою, а нині й над хворобою… |

Перша дружина Миколи Архиповича  Катерина Петрівна  була мистецтвознавцем, доктором філософських наук (з 1983 року). У 1996 році в родині Шудрі трапилася трагедія — у січні від саркоми крові помирає дружина.
25 квітня 1998 року він одружується вдруге з Євгенію Стефанівну Смоляк, дослідницю українського декоративного мистецтва й майстрині вишивки, і пара у шлюбі прожила чотирнадцять років.
Друг М. Шудрі Олексій Дмитренко писав про неї:
|  | Євгенія Смоляк-Шудря дивотворить барвистою ниткою, вона — художниця, майстриня самобутніх гобеленів…яка не дозволила, щоб «золоте перо» випало раптом із підкошених недугою чоловічих рук, із рук Майстра. |

Тривалий час викладав у вищій школі:
- 1998—2000 роки — у Київському гуманітарному інституті;
- 2003—2005 роки — у Київському національному університеті театру, кіно і телебачення імені Івана Карпенка-Карого;
- 2006—2008 роки — у Державній академії керівних кадрів культури і мистецтва.

Написав понад 100 сценаріїв документальних та науково-популярних фільмів (головним чином для «Укркінохроніки»), сценарії телепередач про Олену Телігу, Марію Башкирцеву, Тарас Шевченка, Олега Ольжича, Тодося Осьмачку, Симона Петлюру та ін.
У співавторстві з полтавцем Олексієм Дмитренком опублікував повість-есе «Верховіть череватого дуба» (про Тараса Шевченка). Високу оцінку одержала книга «Сто великий українців: історія державотворення в іменах». Перу належить дослідження про Олександра Довженка «Геній найвищої проби».
Лауреат Державної премії України імені Тараса Шевченка (1991 року (разом із Олександром Костенком (режисером), Ролланом Сергієнком (режисером), Олександром Ковалем (оператором), за документальні фільми «Відкрий себе», «Тарас» Української студії хронікально-документальних фільмів).
Переклав твори: Жуль Верна, Ярослава Гашека, Івана Пташникова, Джакомо Казанови, І. Нарадова та багатьох інших.
Член Національної спілки журналістів України (1960 рік).
Член Національної спілки кінематографістів України (1989 рік).
Член Національної спілки письменників України (1997 рік).
Заслужений діяч мистецтв України (2006 рік).

## Нагороди та премії
- Лауреат премії Спілки журналістів України «Золоте перо» (1986, 1990);
- Державної премії Української РСР імені Т. Г. Шевченка (1991);[11]
- Журналістської премії «Незалежність» (2005);
- Міжнародної премії імені Григорія Сковороди «Сад божественних пісень» (2008);
- Нагороджений Золотою медаллю журналістики (2009).

Особовий фонд М. А. Шудрі зберігається в Інституті рукописів Національної бібліотеки України імені В. І. Вернадського, Центральному державному архів-музеї літератури і мистецтва України, Центральному державному кінофотофоноархіві України імені Г. С. Пшеничного.

Могила Миколи Шудрі

Помер в Києві 27 березня 2012 року. Похований в Києві на Байковому кладовищі (ділянка № 30).

## Творчість

### Автор книг
- «Верховіть черещатого дуба» (1998);
- «Ти зі мною, мадонно!..» (1999);
- «Пізні солов'ї» (2001);
- «Чолом сягнув зірок» (2003);
- «Перстень вірності» (2003);
- «Наш перворозум» (2004);
- «Геній найщирішої проби» (2005);
- «В рокотанні-риданні бандур» (2006);
- «Зерна пшеничної віри» (2007);
- «Січ мати» (2008);
- «Лицарі булави» (2009);
- «Любов небесна, любов земна» (2012);
- «Яблуко в зерняті» (2015).

### У співавторстві:
- «Верховіть черещатого дуба» (1998);
- «Перстень вірності» (2003);
- «Наш перворозум» (2004);
- «В рокотанні-риданні бандур» (2006);
- «Зерна пшеничної віри» (2007).

### Автор понад 100 сценаріїв до документальних і науково-популярних фільмів, зокрема
- «Сергій Подолинський» (1969);
- «Долаючи земне тяжіння» (1970);
- «Відкрий себе» (спільно з В. Костенком, Р. Сергієнком, О. Ковалем) (1972);
- «Тарас» (1989);
- «Три храми на долоні» (1991).

### Кінонариси
- «Карби вічності»;
- «Одвічна жарина»;
- «Співучі джерела»;
- «Живе в Міжгір'ї…»;
- «Мій давній, добрий, невтомний, найбільший, найменший друг» та інших.

Сценаріїв телепередач про Олену Телігу, Марію Башкирцеву, Олега Ольжича (1994).
Розвідка про О. Довженка (1995) та ін.

## Вшанування пам'яті
У місті Ірпінь вулицю 8 Березня перейменували на вулицю Миколи Шудрі.